# Colli Albani
I Colli Albani (o Monti Albani) sono un gruppo di rilievi, appartenenti all'Antiappennino laziale, che si innalzano nella campagna romana a sud-est di Roma, costituiti dalla caldera e dai coni interni di un vulcano quiescente: si tratta del cosiddetto Vulcano Laziale, attorno al quale si sviluppa la zona dei Castelli Romani.
Originario del Quaternario, ha protratto le sue eruzioni fino a poche migliaia di anni fa e ne rimangono tracce ben visibili nei laghi Albano e di Nemi, formatisi da due dei suoi numerosi crateri; sfiorano i mille metri di quota con i coni di scorie di Monte Cavo (950 m) e Maschio delle Faete (956 m).

## Geografia fisica

### Territorio

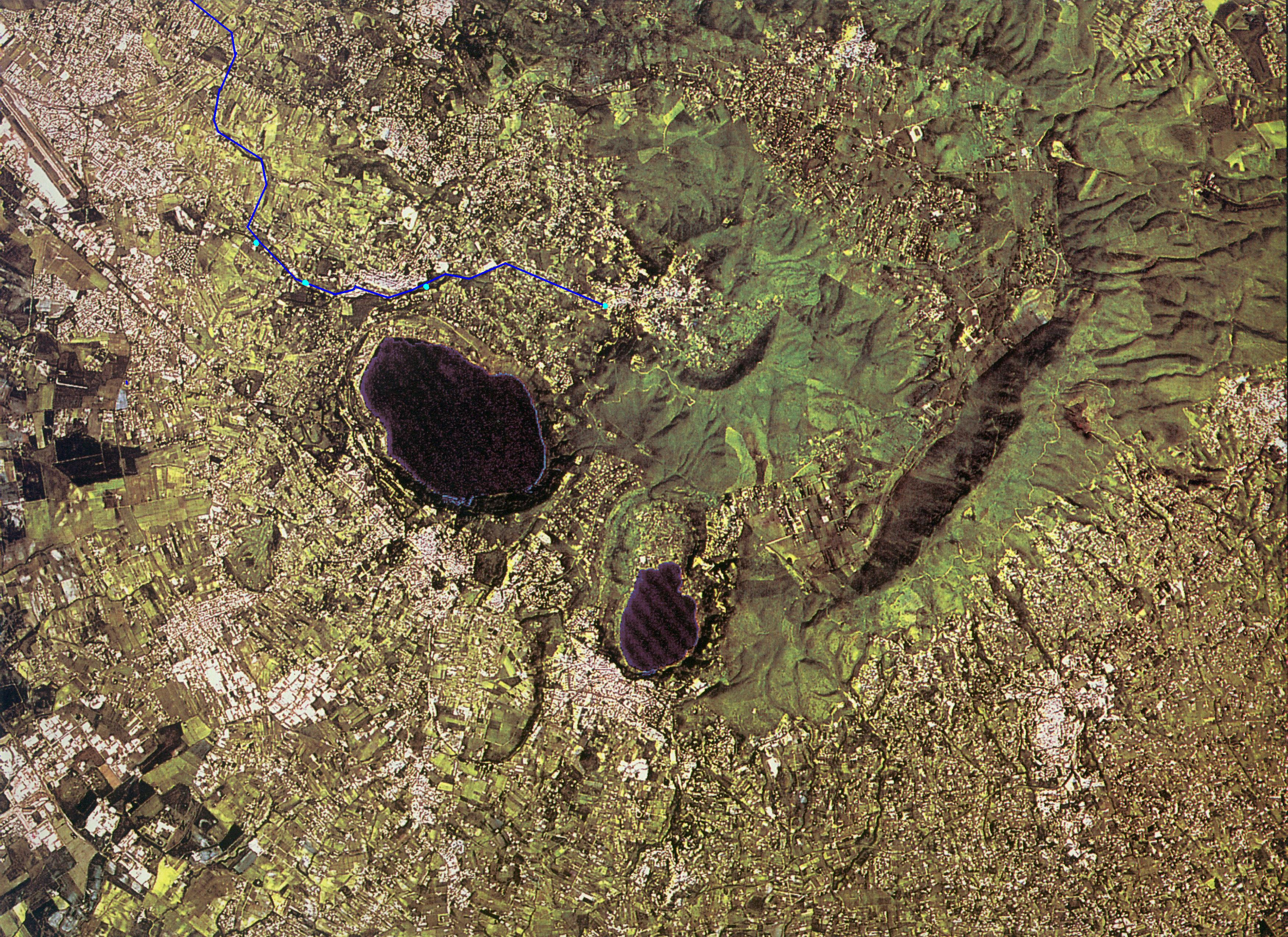
I Colli Albani in una foto satellitare: si notino l'altura di Monte Cavo con il lago Albano ed il lago di Nemi.

Il territorio dei Colli Albani è un'area di natura vulcanica, originata dal collasso del Vulcano Laziale alcune centinaia di migliaia di anni fa. La bocca principale del Vulcano Laziale occupava l'intera aerea della cintura interna dei Castelli: in seguito collassò dando origine a varie bocche secondarie, di cui la più importante era l'attuale Monte Cavo (949 m s.l.m.). Le altre bocche minori del Vulcano sono divenute dei bacini lacustri tra i 100.000 ed i 20.000 anni or sono, e in gran parte sono stati prosciugati nel corso dei secoli.
Secondo la classificazione data dal Servizio Geologico d'Italia la maggior parte del territorio dei Castelli Romani è composta da terreni classificati come v2, cioè materiale eruttivo finale che ha dato origine al famoso peperino. Le zone di estrazione più note del peperino sono a Marino, ad Albano Laziale, ad Ariccia e in alcune aree della Valle Latina.
- Classificazione sismica: zona 2 (sismicità medio-alta), Riclassificazione sismica del territorio della Regione Lazio 2003[5][6]

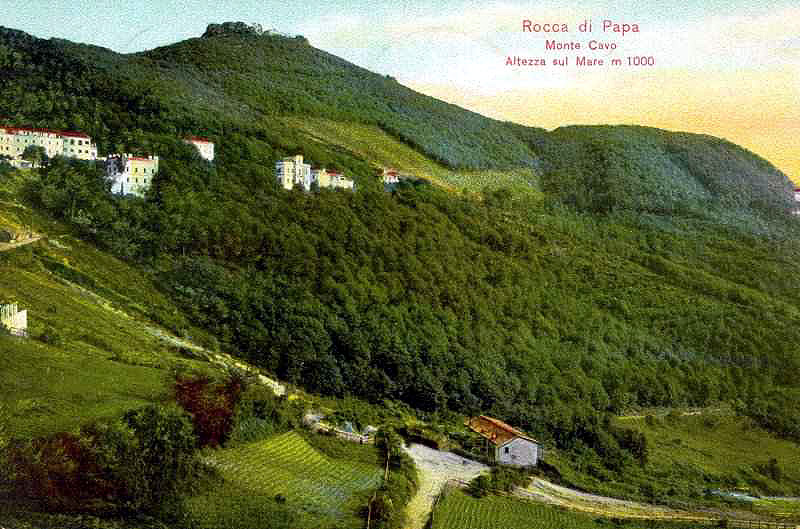
Monte Cavo, comune di Rocca di Papa, in una cartolina del 1910 (con errata altitudine).

### Orografia
La zona dei Colli Albani in origine era costituita unicamente dal Vulcano Laziale, che iniziò la sua attività circa 500.000 anni fa.
Origine: l'accumulo dei materiali vulcanici determinò l'edificio centrale, che si sviluppava tra il Mar Tirreno ed i rilievi appenninici.
Il processo di sviluppo del vulcano si divide in più fasi:
- Prima fase, iniziata 550.000 anni fa e conclusasi 360.000 anni fa, si chiuse con la formazione di una grande caldera il cui orlo costituisce il recinto esterno del vulcano medesimo, ovvero la cinta montuosa costituita dalle alture del Tuscolo e dell'Artemisio, e che viene appunto definito recinto tuscolano-artemisio
- Seconda fase (280-260.000 anni fa): grazie alla continua ed incessante attività vulcanica si forma un cono minore all'interno del recinto tuscolano-artemisio, avente come cratere la zona dei Campi d'Annibale, e l'orlo, dato dalle propaggini di Monte Cavo e del Maschio delle Faete, che costituiscono il recinto interno.
- Terza fase, detta di Attività idromagmatica (200-36.000 anni fa o forse più di recente): la terza ed ultima fase si caratterizzò per le forti esplosioni legate al contatto tra magma ed acqua. Queste esplosioni furono all'origine della formazione di crateri eccentrici, i quali, riempitisi d'acqua, formarono i laghi Albano, di Nemi, e quelli prosciugatisi di Valle Ariccia e di Valle Marciana.

La cime più elevate dei Colli Albani sono le seguenti:
| Montagna             | Altitudine   | Comune                                                    |  |
| -------------------- | ------------ | --------------------------------------------------------- |  |
| Maschio delle Faete  | 956 m s.l.m. | Rocca di Papa                                             |  |
| Monte Cavo           | 950 m s.l.m. | Rocca di Papa                                             |  |
| Monte Peschio        | 939 m s.l.m. | Velletri                                                  |  |
| Colle Jano           | 938 m s.l.m. | Rocca di Papa                                             |  |
| Maschio dell'Ariano  | 891 m s.l.m. | Lariano                                                   |  |
| Monte de' Ferrari    | 886 m s.l.m. | Velletri Rocca di Papa                                    |  |
| Malepasso            | 864 m s.l.m. | Rocca di Papa                                             |  |
| Monte Vescovo        | 822 m s.l.m. | Rocca di Papa                                             |  |
| Colle la Gigna       | 820 m s.l.m. | Rocca di Papa                                             |  |
| Monte Sarapullero    | 816 m s.l.m. | Rocca di Papa                                             |  |
| Monte Artemisio      | 812 m s.l.m. | Velletri                                                  |  |
| Monte Ara            | 785 m s.l.m. | Rocca di Papa                                             |  |
| Monte Salomone       | 778 m s.l.m. | Monte Compatri                                            |  |
| Rocca Priora         | 768 m s.l.m. | Rocca Priora                                              |  |
| Monte Ceraso         | 766 m s.l.m. | Rocca Priora                                              |  |
| La Montagnola        | 750 m s.l.m. | Monte Compatri                                            |  |
| Colle dei Guardiani  | 747 m s.l.m. | Rocca di Papa                                             |  |
| Monte Spina          | 731 m s.l.m. | Nemi                                                      |  |
| Colle Marcone        | 726 m s.l.m. | Rocca Priora                                              |  |
| Monte Fiore          | 723 m s.l.m. | Rocca Priora                                              |  |
| Colle Tondo          | 686 m s.l.m. | Rocca di Papa                                             |  |
| Tuscolo              | 670 m s.l.m. | Monte Porzio Catone Grottaferrata Frascati Monte Compatri |  |
| Colle della Mola     | 640 m s.l.m. | Rocca Priora                                              |  |
| Monte Tagliente      | 625 m s.l.m. | Rocca Priora                                              |  |
| Colle dei Cappuccini | 615 m s.l.m. | Albano Laziale                                            |  |
| Colle Capo Rosso     | 600 m s.l.m. | Rocca Priora                                              |  |
| Colle Bello          | 600 m s.l.m. | Velletri                                                  |  |

Tuttavia, sotto i 600 m s.l.m. si elevano un po' dovunque altre alture importanti, come Colle Tondo (596 m s.l.m.) e Colle Caldaro (467 m s.l.m.) nel comune di Genzano di Roma, Monte Gentile (580 m s.l.m.) nel comune di Ariccia, l'altura del centro storico di Nemi (521 m s.l.m.), le alture del centro storico di Castel Gandolfo (426 m s.l.m.) e di Villa Vaselli (381 m s.l.m.) nel comune di Castel Gandolfo, Monte Crescenzio (379 m s.l.m.) e Belpoggio (376 m s.l.m.) nel comune di Marino, il Colle dei Cappuccini (380 m s.l.m.) e Colle degli Olmi (405 m s.l.m.) nel comune di Velletri e Monte Savello (325 m s.l.m.) nel comune di Albano Laziale. Sono da menzionare anche le altitudini dei centri storici di Monte Compatri (576 m s.l.m.), Monte Porzio Catone (451 m s.l.m.) e Lanuvio (324 m s.l.m.).

### Idrografia

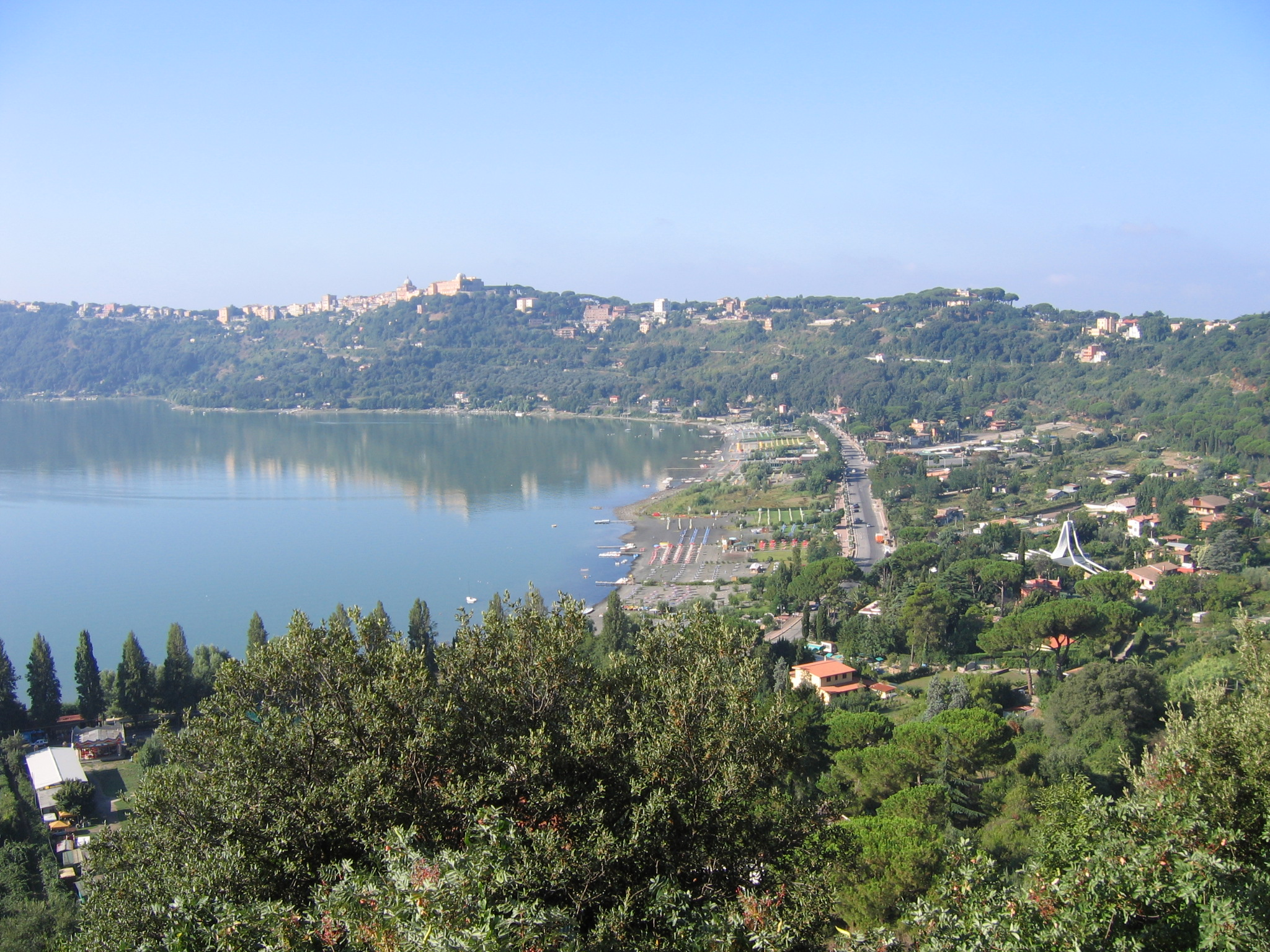
Il lago Albano e Castel Gandolfo.

La principale risorsa idrica dei Castelli è rappresentata dai due laghi vulcanici Albano e di Nemi. Entrambi i laghi, insieme ad altri bacini in seguito prosciugati, sono nati durante la "fase idromagmatica" del Vulcano Laziale, dall'incontro del magma e dell'acqua nel sottosuolo avvenuto tra 100 000 e 6 000 anni fa.
Oltre al lago Albano e al lago di Nemi vanno menzionati i laghi prosciugati di Campovecchio a Grottaferrata, del laghetto di Turno o di Pavona detto anche laghetto di Giuturna ad Albano Laziale, di Vallericcia ad Ariccia, del Pantano della Doganella a Rocca Priora, di Pantano Secco e di Prata Porci a Monte Porzio Catone, di Castiglione presso Osteria dell'Osa e del leggendario Lago Regillo a Frascati.

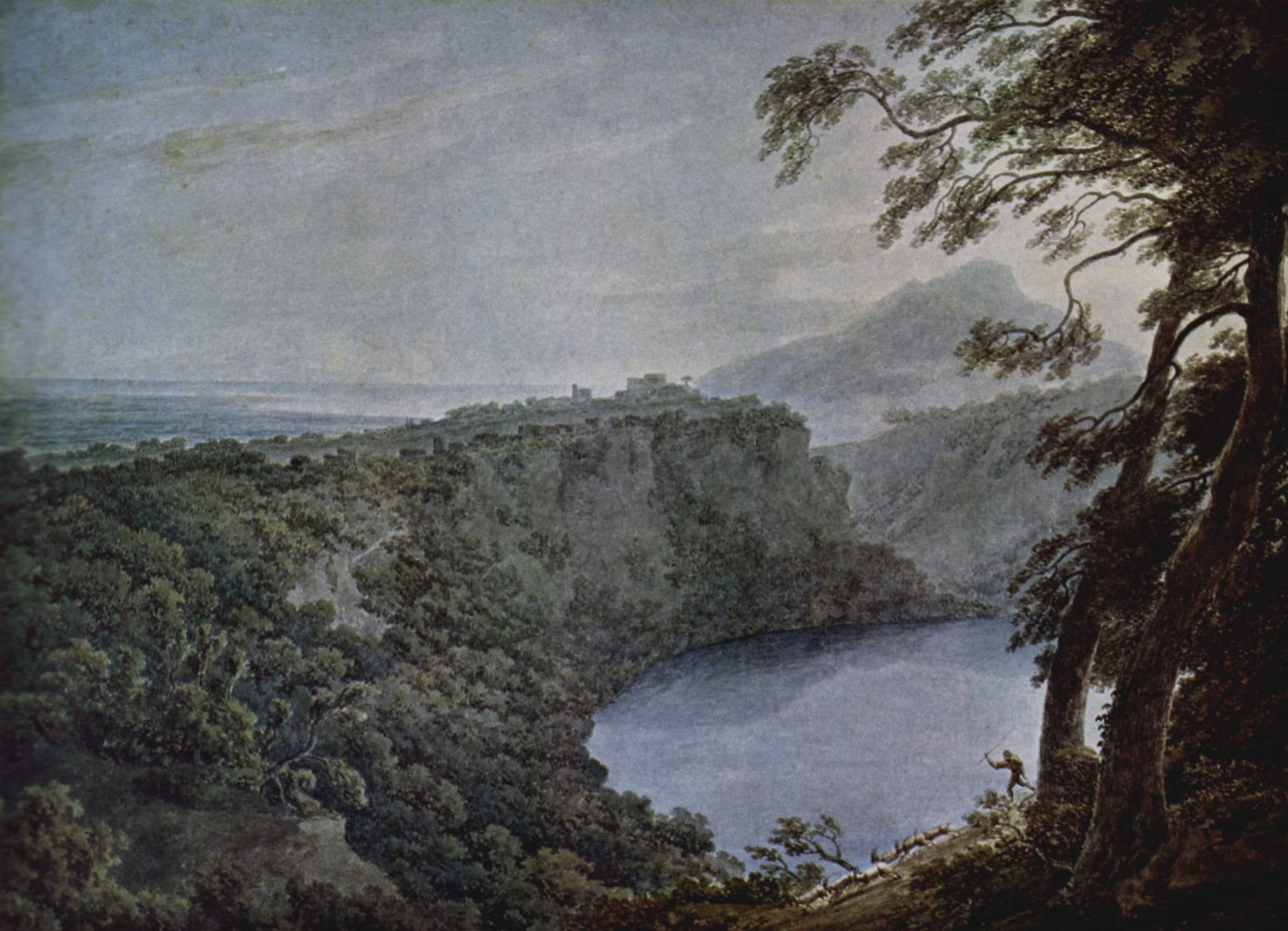
Il lago di Nemi e Genzano di Roma in un dipinto del pittore britannico John Robert Cozens (1752-1797).

Tutto il territorio dei Castelli Romani è bagnato da piccoli corsi d'acqua a carattere torrentizio, chiamati fossi o marane. Fra questi ricordiamo:
- Marana delle Pietrare o di Patatona, che interessa i comuni di Rocca di Papa e Marino;
- Fosso della Torre o di Montelungo, che interessa i comuni di Castel Gandolfo e Marino;
- Fosso di Cancelliera, che interessa i comuni di Albano Laziale e Ariccia;
- Fosso di Montagnano, che interessa i comuni di Albano Laziale, Genzano di Roma e Ariccia;
- Fosso di Valle Caia, che interessa i comuni di Genzano di Roma e Velletri;
- Fosso di Anatolia, che interessa il comune di Velletri;
- Marana di Valle Marciana, che interessa il comune di Grottaferrata.

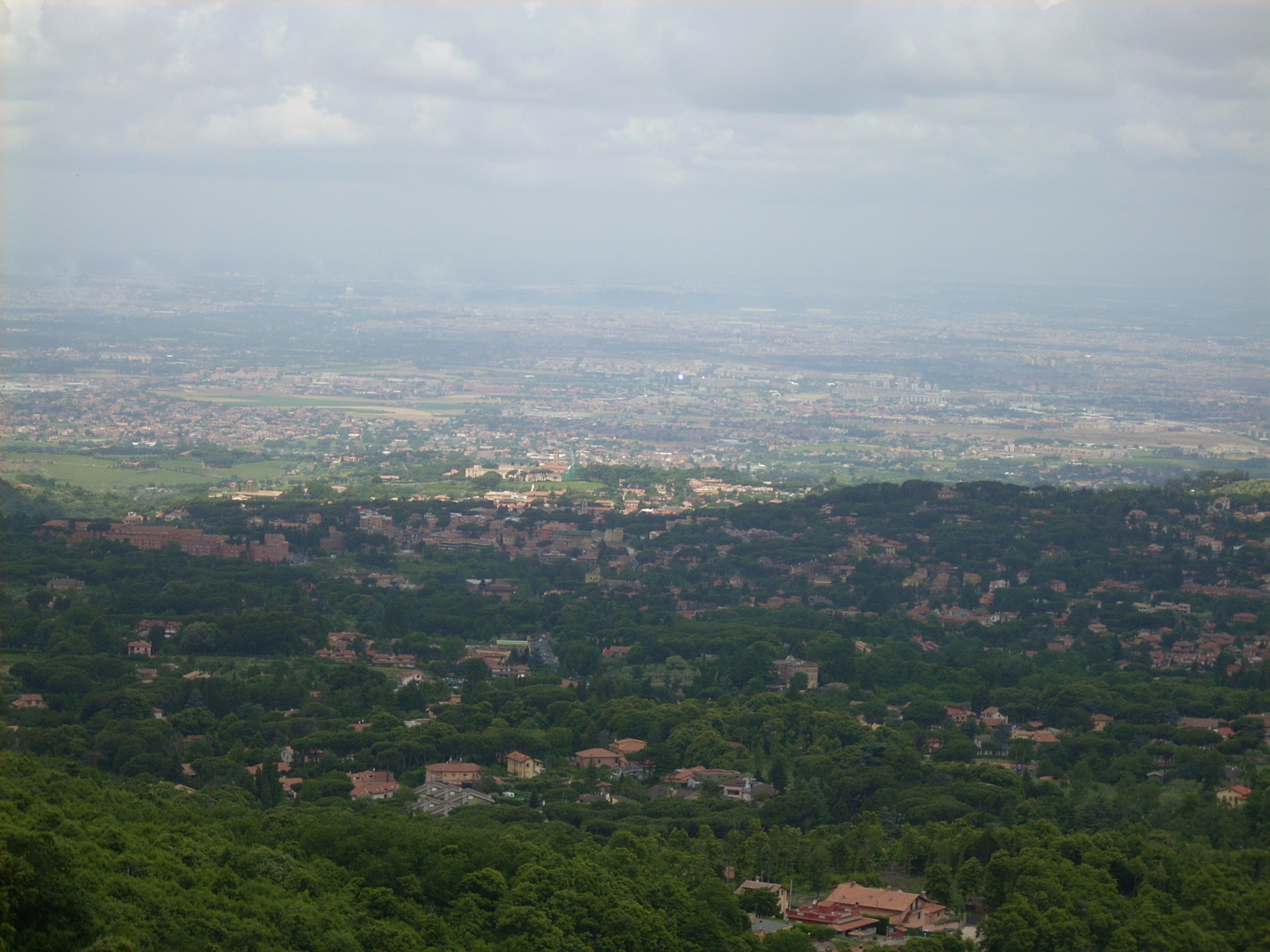
L'Agro Romano visto dall'alto del paese di Rocca di Papa.

Il territorio castellano abbonda di acque sorgive: tra le sorgenti idriche più conosciute ricordiamo quelle di:
- Acqua Algidiosa, nel territorio di Rocca Priora, che assicura l'approvvigionamento idrico a Frascati e all'area tuscolana;
- Squarciarelli, nel territorio di Grottaferrata, che dà origine alla Marana dell'Acqua Mariana e assicura l'approvvigionamento idrico a Grottaferrata;
- Caput Aquae Ferentinum, nel territorio di Marino, che dà origine alla Marana delle Pietrare e assicura l'approvvigionamento idrico a Marino;
- Acqua Preziosa, nel territorio di Grottaferrata;
- Malafitto, nel territorio di Ariccia, che assicura l'approvvigionamento idrico a Castel Gandolfo, Albano Laziale ed Ariccia;
- Acqua Donzella, nel territorio di Lariano;
- Faiola, nel territorio di Velletri, che assicura l'approvvigionamento idrico a Genzano di Roma e Velletri.

### Clima
Dal punto di vista termico il territorio rientra nel dominio del clima temperato mediterraneo con inverni miti, temperature autunnali superiori a quelle primaverili, estati ventilate. Fanno eccezione alcuni altopiani e conche presenti nel territorio, come i Pratoni del Vivaro dove in notti serene possono registrarsi minime anche di -12 °C causa il fenomeno dell'inversione termica. Qui il clima risulta assai rigido nella stagione invernale e le nevicate sono frequenti. Le precipitazioni si aggirano, mediamente, sui 900 – 1000 mm annui con una diminuzione da gennaio-febbraio a luglio-agosto e un brusco aumento a settembre. Tuttavia si va da un minimo di 750 mm (Ciampino, Grottaferrata, Frascati, Marino) ad un massimo di 1500 mm (Velletri). Ai Colli Albani si presenta il fenomeno detto stau, che consiste nella riduzione del vapore acqueo nelle nuvole man mano che il terreno si alza. Perciò la piovosità maggiore si avrà sulle prime alture dei Colli Albani, rivolte verso il mare, come Velletri, Genzano di Roma, Aprilia, Pomezia, Ardea ed Ariccia, ciononostante anche le alture dell'anello interno (Monte Cavo e Rocca di Papa) e quelle settentrionali intercettano ottimi quantitativi di pioggia.
Normalmente la zona è battuta da venti di scirocco e libeccio, ma talvolta compare anche il ponente. Durante l'inverno invece si ha la presenza di tramontana e grecale. La velocità del vento può superare i 100 km/h come in diverse circostanze è stato rilevato dalla stazione meteorologica di Velletri

### Mineralogia
Nelle cave e miniere del Colli Albani sono stati rinvenuti diversi minerali; i più rilevanti, per i quali è definita località tipo, sono:
- Gismondina
- Haüyne
- Latiumite
- Phillipsite-K
- Spadaite

## Geografia antropica

### Aree geografiche
I Castelli possono essere suddivisi in diverse sottozone: l'area Tuscolana (Frascati, Monte Porzio Catone, Monte Compatri, Rocca di Papa, Rocca Priora, Colonna) facente perno su Frascati, l'area Appia o Albana (Castel Gandolfo, Albano Laziale e Ariccia) facente perno su Albano Laziale e l'area Lanuvina (Lanuvio, Genzano di Roma, Nemi) facente perno nominalmente su Lanuvio, ma effettivamente su Genzano di Roma. Velletri e Lariano, che potremmo chiamare area Artemisia dove si potrebbe aggiungere anche Cisterna di Latina, sono un'area a sé stante, così come Marino, che rappresenta l'anello di raccordo tra area Tuscolana e Albana.
È ancora in corso un dibattito accesso sull'esatta determinazione dei confini dei Castelli Romani. Elio Migliorini elenca quattordici comuni includendo anche le due località di Colonna e Lanuvio, specificandole come estremità periferiche che presentano già elementi di separazione; anche Lidia Piccioni elenca quattordici comuni. Entrambi gli autori escludono Velletri che tuttavia condivide alcune prerogative dei Castelli, pur avendo una storia sostanzialmente differente. Armando Ravaglioli invece elenca tredici comuni menzionando anche Velletri e Lanuvio per la tendenza contemporanea ad includerli.

### Comuni

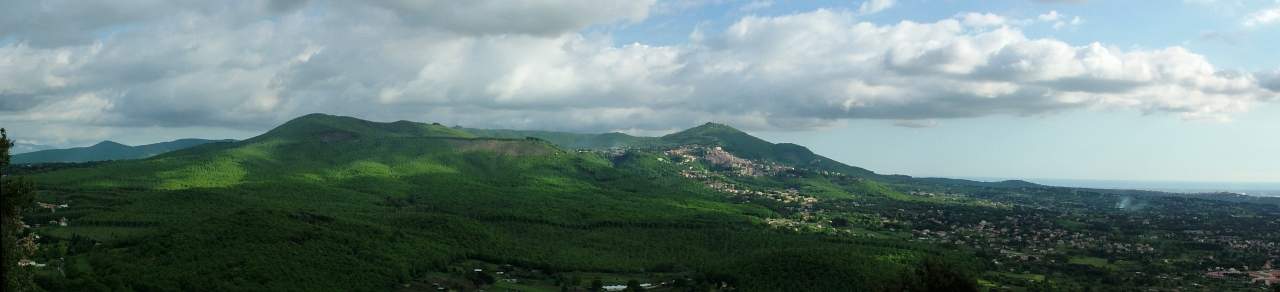
I Colli Albani visti da nord-est dalla zona del Tuscolo (in primo piano Rocca di Papa, in basso Grottaferrata e Marino).

Ad ogni modo possiamo affermare che i comuni "storici" dei Castelli Romani sono quattordici:
| Comune              | Estensione | Popolazione |
| ------------------- | ---------- | ----------- |
| Albano Laziale      | 23,80 km²  | 40.774      |
| Ariccia             | 18,36 km²  | 18.683      |
| Castel Gandolfo     | 14,71 km²  | 9.042       |
| Colonna             | 3,50 km²   | 4.077       |
| Frascati            | 22,41 km²  | 21.332      |
| Genzano di Roma     | 18,15 km²  | 24.358      |
| Grottaferrata       | 18,36 km²  | 21.105      |
| Lanuvio             | 43,91 km²  | 13.200      |
| Marino              | 26,10 km²  | 40.482      |
| Monte Compatri      | 24,38 km²  | 10.769      |
| Monte Porzio Catone | 9,36 km²   | 9.016       |
| Nemi                | 7,36 km²   | 2.032       |
| Rocca di Papa       | 40,18 km²  | 16.255      |
| Rocca Priora        | 28,07 km²  | 12.114      |

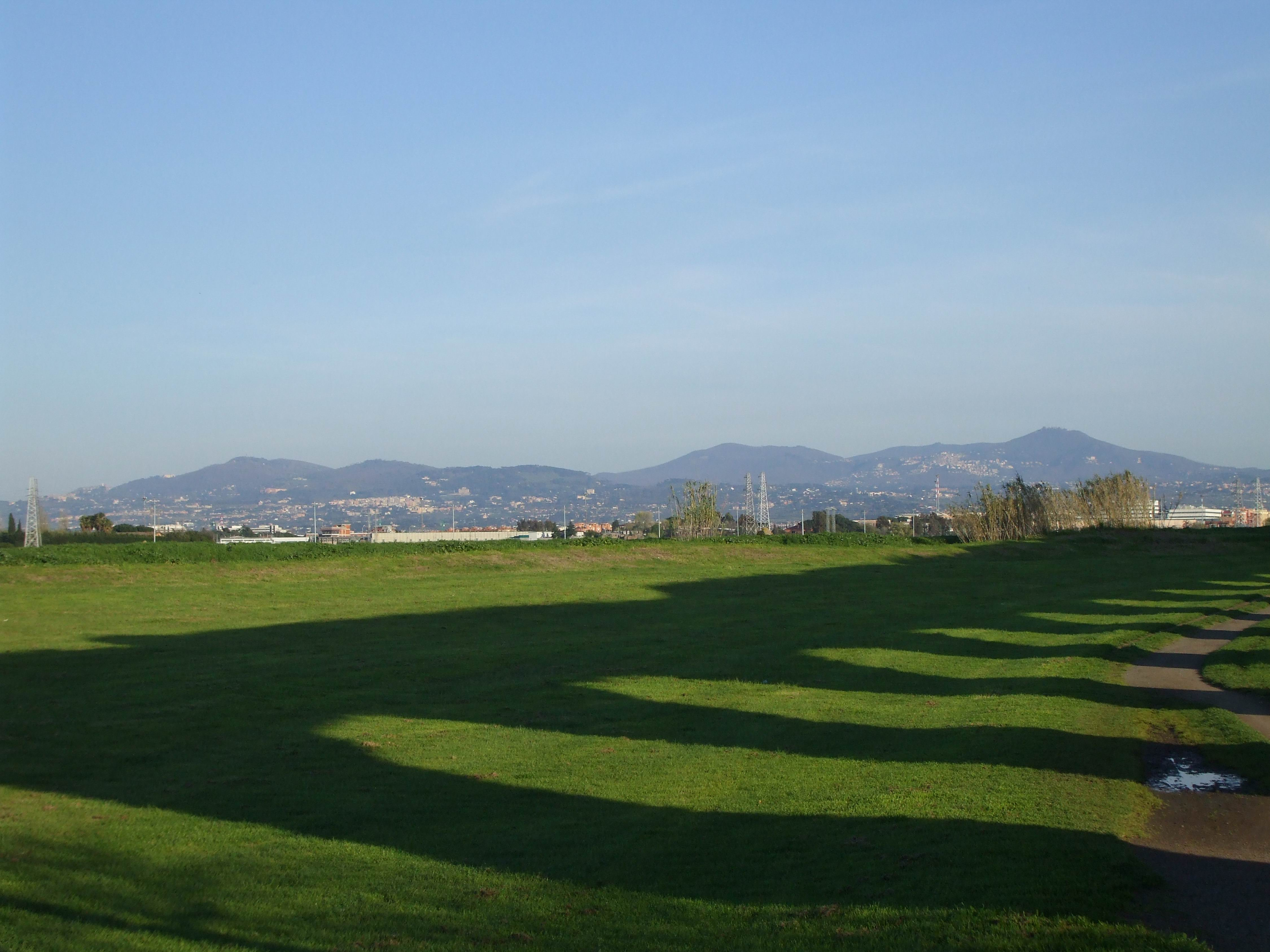
Panorama da nord dei Colli Albani dal Parco degli Acquedotti di Roma

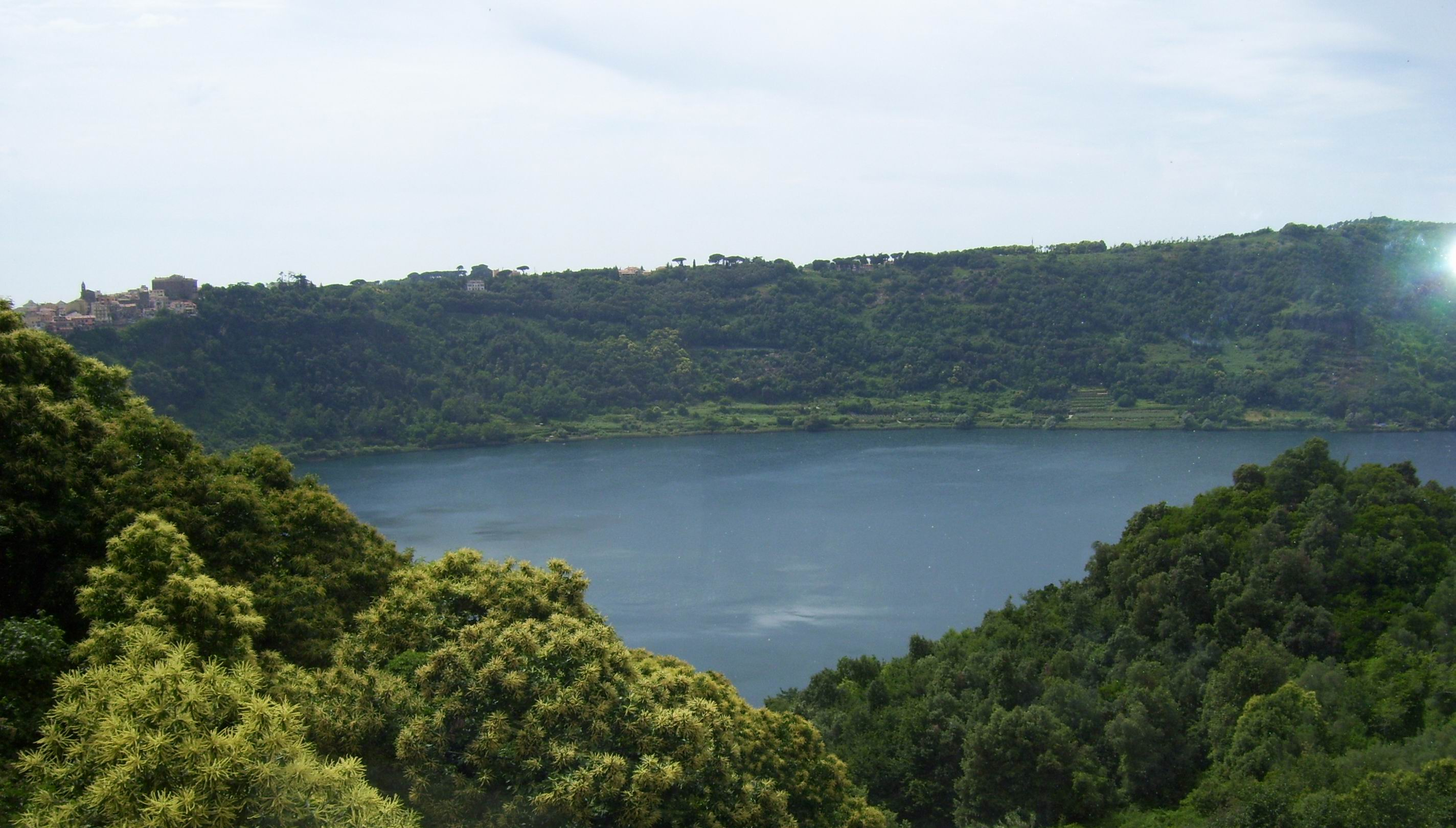
Il lago di Nemi

A questi quattordici, se ne aggiungono ormai altri sei:
| Comune             | Estensione | Popolazione |
| ------------------ | ---------- | ----------- |
| Lariano            | 27 km²     | 13.068      |
| Velletri           | 113,21 km² | 53.730      |
| Aprilia            | in parte   | 74 210      |
| Pomezia            | in parte   | 61.983      |
| Ardea              | in parte   | 42.879      |
| Cisterna di Latina | in parte   | 36.049      |

Velletri è dubbiosamente accolta tra i Castelli perché dal Medioevo fino al XVI secolo la città mantenne sempre lo status di libero comune, distinguendosi dunque dalla totalità della località della zona e non essendo mai infeudata a nessun signore, dunque non essendo mai un "castello".
Lariano invece, pur essendo stata un importante castello infeudato alla famiglia Colonna, dal 1436, anno della sua distruzione, fino al 1967 rimase una frazione di Velletri. Tuttavia convenzionalmente le due località, geograficamente parte dei Colli Albani, sono considerate Castelli a tutti gli effetti. Cisterna di Latina accoglie anch'essa dei rilievi dei Colli Albani dai 50 m s.l.m. situati sia a Nord che a Nord Ovest in quanto si diramano sino al Monte Artemisio di Velletri.
Aprilia, locata alle pendici di Colli Albani, accoglie, con le sue frazioni di Casalazzara, Campoleone e Carano, solo i rilievi che arrivano da Lanuvio, Velletri e Genzano di Roma, a Nord del comune. Ardea invece, con la sua frazione di Montagnano, accoglie i rilievi che arrivano da Albano e Ariccia. Pomezia accoglie invece rilievi di Albano Laziale e Castel Gandolfo. Altri considerano anche la città di Ciampino, che nel 1974 si distaccò dal comune di Marino, nonostante Ciampino sia nata, anche come toponimo, solo nel XVII secolo da una tenuta di monsignor Giovanni Giustino Ciampini (1633-1698), chiamata appunto vigna Ciampini e ubicata nel territorio di Marino.
I Castelli Romani in sedici così coprono un'estensione di 435,86 km² e ospitano una popolazione di 291.056 abitanti. Il comune dei Castelli con la maggiore estensione territoriale è Velletri, seguita da Lanuvio, mentre il comune più piccolo è Colonna; il comune con il maggior numero di abitanti è ancora Velletri, seguita da Albano Laziale e da Marino, invece il comune con il minor numero di abitanti è Nemi. Velletri è il settimo comune della provincia di Roma per numero di abitanti, mentre Albano Laziale è il decimo e Marino il dodicesimo.

### Comuni per altitudine

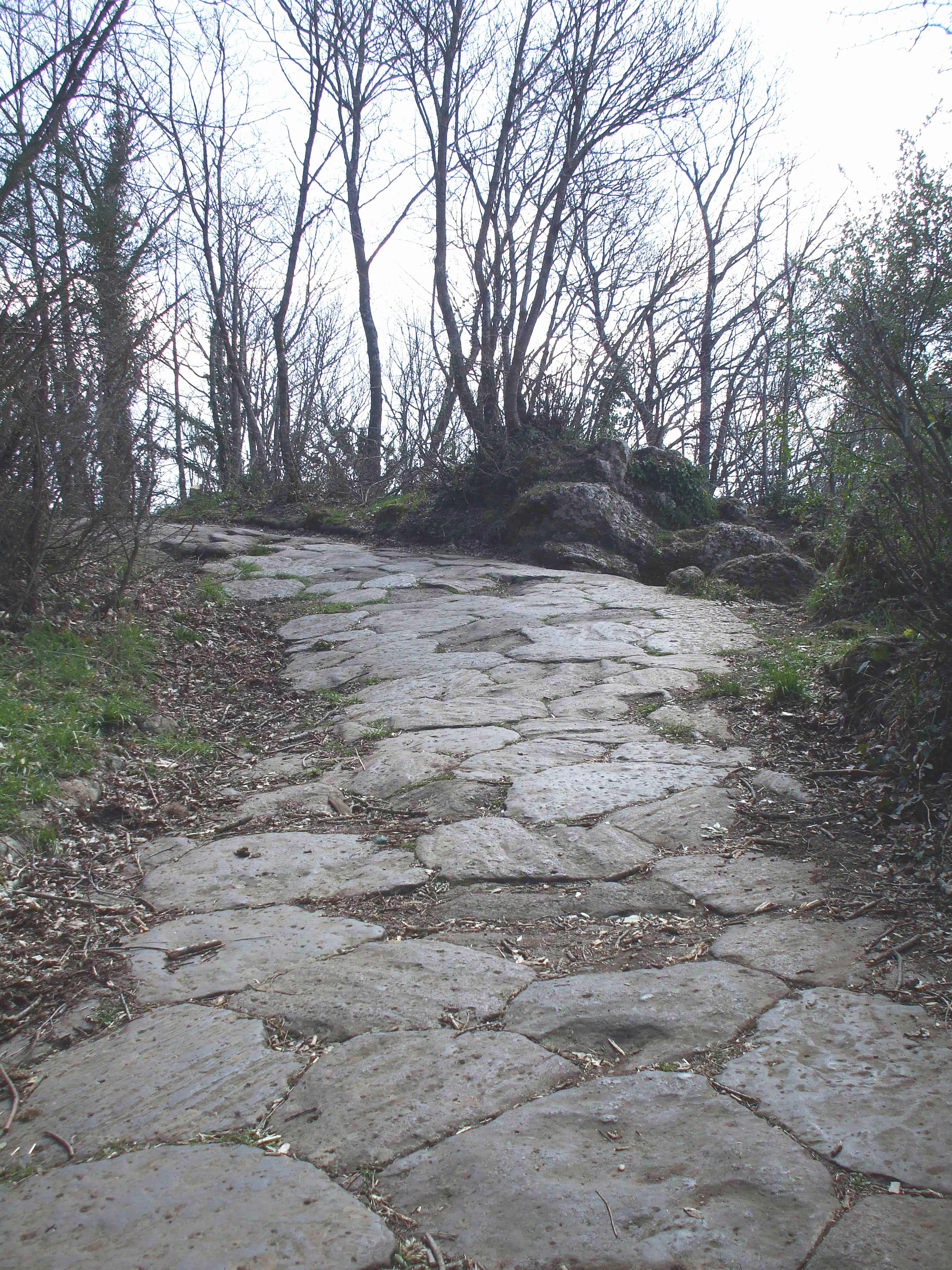
Monte Cavo: la Via Sacra o Trionfale

| Comune              | Altitudine              |
| ------------------- | ----------------------- |
| Rocca Priora        | 768 m s.l.m. - Montagna |
| Rocca di Papa       | 680 m s.l.m. - Montagna |
| Monte Compatri      | 576 m s.l.m.            |
| Nemi                | 521 m s.l.m.            |
| Monte Porzio Catone | 451 m s.l.m.            |
| Genzano di Roma     | 435 m s.l.m.            |
| Castel Gandolfo     | 426 m s.l.m.            |
| Ariccia             | 412 m s.l.m.            |
| Albano Laziale      | 400 m s.l.m.            |
| Marino              | 360 m s.l.m.            |
| Lariano             | 350 m s.l.m.            |
| Colonna             | 343 m s.l.m.            |
| Velletri            | 332 m s.l.m.            |
| Lanuvio             | 324 m s.l.m.            |
| Frascati            | 320 m s.l.m.            |
| Grottaferrata       | 320 m s.l.m.            |
| Pomezia             | 108 m s.l.m.            |
| Aprilia             | 80 m s.l.m              |
| Ardea               | 37 m s.l.m.             |

## Ambiente

### Flora
La parte montana, soprattutto nella zona centrale e meridionale, è circondata da ampie zone coperte da folti boschi di leccio, castagno e quercia e rientrante nel Parco regionale dei Castelli Romani. Alle pendici molto diffusa è la coltivazione della vite la cui uva produce l'omonimo e rinomato vino dei castelli romani.

### Fauna
Dopo l'istituzione del Parco, grazie anche al conseguente controllo e monitoraggio del territorio, sono stati visti esemplari di specie che si credevano ormai non più rintracciabili nel territorio. Il tasso, la martora, il falco pellegrino, la salamandrina dagli occhiali (salamandrina terdigitata), l'istrice fino ad arrivare al lupo avvistato ormai stabilmente.

## Storia
La zona dei Colli Albani (Albanus Mons in latino), abitata sin dal paleolitico, ha visto un primo forte incremento demografico a seguito della cessazione degli ultimi fenomeni vulcanici (circa 30-50.000 anni fa) che ne hanno fissato l'attuale conformazione.
I primi insediamenti con caratteristiche di aggregati urbani, riferibili a popolazioni di origine latina, sono posti dalla tradizione storica romana nel XII secolo a.C. (quattro secoli prima della fondazione di Roma) e corrispondono alle antiche città-stato di Alba Longa, Tusculum, Aricia e Lanuvium, vicine tra di loro; altri insediamenti di popolazioni agricole di etnia [latina si ebbero sui colli tufacei del Lazio e della Campania: i Falisci sul medio corso del Tevere e gli Aurunci più a sud dei 'Colli Albani'.
La città latina di Alba Longa, la più importante tra le città latine dei colli e quella da cui il mito fa discendere Romolo e Remo, sorse da un insediamento di villaggi agricoli insediati sulla linea pedemontana tra i laghi vulcanici e deve il suo nome all'andamento lineare dell'insediamento che costeggiava i bordi del lago, da cui il nome di "longa" cioè allungata.
Gli abitanti latini dei colli rimasero per secoli una spina nel fianco di Roma, e nonostante la distruzione di Alba Longa e la deportazione della sua popolazione sul colle Celio, per opera del re di Roma Tullo Ostilio come conseguenza della sconfitta dei Curiazi ad opera degli Orazi, furono definitivamente sottomessi solo con la battaglia presso Trifano del 339 a.C. ed il conseguente scioglimento della Lega Latina dell'anno successivo.